# Ladislav Bartoň-Dobenín
Ladislav Bartoň-Dobenín (též Ladislav Bartoň z Dobenína, rozený Ladislav Bartoň, 13. listopadu 1858 Vysoká Srbská – 20. listopadu 1939 Česká Skalice) byl český textilní podnikatel z podnikatelské rodiny Bartoňů z Dobenína.

## Život
Předkové Ladislava Bartoně byli po generace domácími tkalci a obchodníky s plátnem ve Žďárkách v Orlických horách. Jeho otec Josef Bartoň-Dobenín byl zakladatelem Bartoňovy textilky ve Starém Městě nad Metují, ve které jako společníci působili i jeho synové Josef a Cyril, posléze dosáhl povýšení rodiny do šlechtického stavu Ladislav se u svého otce vyučil barvířstvím textilu a poté navštěvoval obchodní školu ve Vídni. Následně působil v Čechách, Horním a Dolním Rakousku jako obchodní zástupce otcovy firmy. V roce 1886 si zřídil v Praze vlastní sklad a obchodoval s výrobky z otcových továren a jiných výrobců. V roce 1892 si pak v České Skalici zřídil textilní tiskárnu a barvírnu, ve které zušlechťoval výrobky z otcových továren a dalších podniků. Pro své výrobky potištěných látek zřídil ve Vídni obchodní pobočku. Od roku 1893 jeho firma působila pod názvem Ladislav Bartoň, tkalcovna, parní barevna, úpravna a tiskárna České Skalice (Ladislav Bartoň, Weberei, Dampffärberei, Veredelung und Druckerei in Böhmisch-Skalitz).
Dne 30. června 1897 zničila továrnu, stroje a zboží povodeň na Úpě, která znemožnila další výrobu. Druhý nejstarší bratr Josef po poradě s otcem a bratry dočasně nastoupil do zničené firmy jako společník a jednatel, po úspěšné přestavbě a renovaci se v roce 1903 vrátil do otcovy firmy ve Starém Městě nad Metují. V období rekonstrukce podnik obchodoval pod názvem Bratří Bartonové, tkalcovna, parní barevna, úpravna a tiskárna v České Skalici. V roce 1906 Ladislav rozšířil výrobu o tiskárnu vzorů látek a barvírnu. O rok později zřídil mechanickou tkalcovnu s 300 stavy a klížírnu. V roce 1913 získal přádelnu příze v nedaleké Malé Skalici, kterou v roce 1837 postavili Friedrich Eduard von Löbbecke a Hermann Dietrich Lindheim. Tu rozšířil o tkalcovnu bavlny. Poté celý podnik fungoval pod názvem Českoskalická přadelna bavlny, mechanická tkalcovna, barvírna a tiskárna, spol. sro Ladislav Bartoň-Dobenín. 
Protože neměl potomky, prodal své firmy v roce 1935 synovcům Josefu Bartoňovi a Aloisi Dinterovi z Náchoda a Jiřímu Čerychovi z České Skalice, manželovi své neteře Marie Bartoň-Čerychové (nar. 1902), dceři Cyrila Bartoně-Dobenína. Noví majitelé název působili na Českoskalicka přádelna bavlny, mechanická tkalcovna a barvírna v České Skalici, sro, dříve Ladislav Bartoň.
U příležitosti svých 80. narozenin roku 1938 věnoval městu Česká Skalice 10 000 korun na dobročinné účely. V témže roce noví majitelé prodali bývalou firmu Ladislav Bartoň firmě, která se zavázala vyplácet Ladislavu Bartoňovi doživotní penzi 60 tisíc korun ročně a další dary.
Zemřel 20. listopadu 1939 v České Skalici ve věku 81 let. 
Na památku svého zesnulého bratra věnovali Josef a Cyril Bartoňovi-Dobenínovi částku 500 000 Kč na dobročinné účely města Česká Skalice.
V roce 1940, v období protektorátu, byly jeho bývalé podniky přejmenovány na Ladislav Bartoň s.r.o. Česká Skalice. Nařízením ministerstva hospodářství a práce z 25. dubna 1942 byla zastavena textilní výroba a v budovách tkalcoven a přádelen, které nyní obchodovaly pod názvem Bartoň, Díly II, se začaly vyrábět komponenty pro bojová letadla, v ostatních továrních budovách pak další produkty zbrojního průmyslu.
Firemní archiv firmy Ladislav Bartoň za léta 1878–1946 (1955) se nachází ve fondu „Českoskalická přádelna bavlny, mechanická tkalcovna, barevna a tiskárna, dříve Ladislav Bartoň, Česká Skalice“ ve Státním archivu Zámrsk.
Ladislav Bartoň se 18. listopadu 1895 v Praze oženil s Marií Zohornovou, dcerou obchodníka z Opočna. Manželství zůstalo bezdětné. 
Společně se svým otcem Josefem a oběma bratry je vyobrazen v kapli sv. Anežky (též tzv. Bartoňova kaple) v katedrále sv. Víta v Praze. V době komunismu byl tento obraz překryt tapetami.